# Сар'янська сільська рада
55°54′47″ пн. ш. 27°53′11″ сх. д. / 55.91306° пн. ш. 27.88639° сх. д.
Сар'я́нська сільська́ ра́да (біл. Сар'я́нскі сельсавет) — адміністративно-територіальна одиниця у складі Верхньодвінського району, Вітебської області Білорусі. Адміністративний центр сільської ради — агромістечко Сар'я.

## Розташування
Сар'янська сільська рада розташована у північній частині Білорусі, на північному заході Вітебської області, на північний захід від обласного центру Вітебськ та північ — північний захід від районного центру Верхньодвінськ.
Територією сільради із півночі на південь протікає річка Сар'янка (87 км), а з заходу на схід — Росиця (51 км) — праві притоки Західної Двіни та невеличка річка Муквятиця, права притока Ужиці. Найбільше озеро на території сільради — Росиця (0,4 км²).

## Історія
Сільська рада була створена 20 серпня 1924 року у складі Дрисенського району Полоцької округи (БРСР) і знаходилась там до 26 липня 1930 року. В 1930 році округа була ліквідована і рада у складі Дрисенського району перейшла у пряме підпорядкування БРСР. З 1935 по 1938 роки входила до складу утвореного Полоцького прикордонного округу. З 20 лютого 1938 року, після ліквідації Полоцького округу і утворення Вітебської області (15 січня 1938), разом із Дрисенським районом, увійшла до її складу. З 20 вересня 1944 по 8 січня 1954 років перебувала у складі Полоцької області.
16 липня 1954 року сільська рада була ліквідована і знову була відновлена вже у складі Верхньодвінського району (після 1962 року).
8 квітня 2004 року до складу сільради були включені всі населенні пункти ліквідованого радгоспу «Росиця» Бігосовської сільської ради.

## Склад сільської ради
До складу Сар'янської сільської ради входить 23 населених пункти:
| - Сар'я — агромістечко. - Атоки — село. - Великі Плейки — село. - Важани — село. - Вознове — село. - Ворзове — село. - Горбулі — село. - Громівки — село. | - Дегтерове — село. - Заломи — село. - Кривосельці — село. - Липівки — село. - Малі Плейки — село. - Мушине — село. - Нижнє Фоміне — село. - Обухове — село. | - Пашеньки — село. - Покоївці — село. - Росиця — село. - Сардики — село. - Устя — село. - Шатрове — село. - Юралове — село. |

Село Зулове, яке раніше існувало на території сільської ради — зняте з обліку.